# Luis Soto
Luis Soto Valverde, né le 14 décembre 1919 à San Fernando (province de Cadix, Espagne) et mort le 19 novembre 1983 à Cadix, est un footballeur espagnol des années 1940 et 1950 qui jouait au poste de défenseur.

## Biographie
Luis Soto joue de 1939 à 1941 au Cadix CF. De 1941 à 1944, il joue dans les rangs du Séville FC.
En 1944, il est recruté par le FC Barcelone. Il est prêté pour la saison 1944-1945 au Gimnàstic de Tarragone.
Il joue la saison 1945-1946 avec Barcelone. Il débute en match officiel avec le Barça le 21 octobre 1945 face à l'Athletic Bilbao lors de la 5e journée du championnat espagnol (défaite 0 à 6). C'est son seul match officiel avec Barcelone, mais il joue un total de 66 matches non officiels avec le club blaugrana[réf. nécessaire].
Il est prêté au CF Badalona pour la saison 1946-1947. Il revient au FC Barcelone et y joue de 1947 à 1949.
En 1950, Luis Soto est recruté par le Córdoba CF, club où il reste jusqu'en 1952. En 1952, il rejoint le Málaga CF, où il reste jusqu'en 1955.
Il joue la saison 1956-1957 avec l'Atlético Tetuán.
Le bilan de Luis Soto dans les championnats professionnels espagnols (première et deuxième division) s'élève à 49 matchs joués, pour aucun but marqué.